# Cmentarz żydowski w Zgorzelcu
Cmentarz żydowski w Zgorzelcu – w mieście znajduje się jedynie zbiorowa mogiła z czasów II wojny światowej zamordowanych żydowskich więźniów obozu jeńców wojennych Stalag VIII A. Cmentarz żydowski znajdował się w Görlitz.